# Horst Lembke
Horst Lembke (* 7. Oktober 1930) war von 1953 bis 1960 Fußballspieler in der DDR-Oberliga. 

## Sportliche Laufbahn
Seine ersten Fußballspiele im Männerbereich bestritt Horst Lembke 1952 bei der Betriebssportgemeinschaft Einheit Ost Leipzig, einem der Vorgänger des 1. FC Lokomotive Leipzig. Mit dieser Mannschaft stieg Lembke in der Saison 1952/53 aus der zweitklassigen DS-Liga in die Oberliga auf. Als Angriffsspieler blieb er bis zum Ende der Spielzeit 1956 beim SC Rotation Leipzig und bestritt in dieser Zeit 68 von 93 möglichen Oberligapunktspielen und erzielte dabei 14 Tore. Zu seinem einzigen internationalen Einsatz kam er 1956 mit der Leipziger Stadtauswahl im Messepokalspiel gegen Lausanne (6:3).
1957 ließ sich Lembke in Rostock nieder und setzte seine Fußball-Laufbahn beim SC Empor Rostock, Vorgänger des FC Hansa Rostock, wieder in der zweitklassigen DDR-Liga fort. Auch hier schaffte er mit seiner Mannschaft binnen eines Jahres den Aufstieg und war mit 21 Punktspielen sofort Stammspieler als Rechtsaußenstürmer geworden. Er fehlte allerdings im Endspiel des DDR-Fußballpokals, das die Rostocker als Zweitligist mit 1:2 gegen Lok Leipzig verloren. Seine erfolgreichste Saison in Rostock erlebte Lembke 1958, als er in 22 der 26 Oberligapunktspiele eingesetzt wurde. 
Diesen Stammplatz verlor er jedoch bereits in der folgenden Spielzeit, als Trainer Krügel die jungen Kleiminger und Drews in die Rostocker Angriffsformation einbaute. So brachte es Lembke 1959 nur noch zu sieben Oberligaeinsätzen, 1960 bestritt der gelernte Stürmer zwischen März und Mai nur noch fünf Punktspiele als linker Verteidiger. Darauf beendete er das Kapitel Oberliga in seiner Fußballkarriere und schloss sich 30-jährig der in der viertklassigen Bezirksliga spielenden Mannschaft von Motor Nordwest Rostock an, wo er schließlich seine aktive Laufbahn abschloss. 
| Laufbahn in Zahlen |
| --- |
| - … DS-Ligaspiele für Einheit Ost Leipzig - 68 Oberligaspiele für Einheit Ost/Rotation Leipzig, 14 Tore - 1 Messepokalspiel für Rotation Leipzig - 21 DDR-Ligaspiele für Empor Rostock, 7 Tore - 34 Oberligaspiele für Empor Rostock, 2 Tore - 8 Pokalspiele für Empor Rostock, 3 Tore |